# Cantón de Paraíso
Cantón de Paraíso är en kanton i Costa Rica.   Den ligger i provinsen Cartago, i den centrala delen av landet, 40 km sydost om huvudstaden San José.